# Refugi de les Clotes
El Refugi de les Clotes, és un refugi de muntanya, que està situat a 968 m d'altitud, al terme municipal d'Horta de Sant Joan, a la comarca de la Terra Alta. Està situat a la capçalera del riu dels Estrets i a l'inici de les Rases del Maraco, al vessant sud de la punta de la Serena, al nord-oest del massís dels Ports, i dins del Parc Natural dels Ports. És un petit maset cedit per l'Ajuntament d'Horta de Sant Joan a la Unió Excursionista de Catalunya (UEC) i habilitat com a refugi lliure (no guardat) amb una capacitat de 20 places.
Es troba dins del circuit de la travessa Estels del Sud, també és un lloc de pas del sender de gran recorregut GR 7 i constitueix una base de travesses pel massís dels Ports i d'excursions cap a la punta de la Serena (1.035 m) i l'Espina (1.181 m). Des del refugi també es pot realitzar espeleologia i rutes en bicicleta de muntanya pel Parc Natural dels Ports.

## Accés
L'accés al refugi només es pot fer a peu i dependrà del punt d'inici:
- Des de l'Àrea Recreativa de la Franqueta.[1]
- Des del Toscar. 2 hores.[1]

## Història
El 1967 l'Ajuntament d'Horta de Sant Joan cedí un mas a les Clotes de Clementet a la Unió Excursionista de Catalunya per arranjar-lo com a refugi de muntanya lliure i fou inaugurat oficialment el 14 de juliol de 1968.
El pas del temps i l'ús poc controlat del refugi lliure va fer que a principis dels anys noranta el refugi de les Clotes presentés un aspecte deplorable. La manca de finançament en la seva reforma deixà el refugi sense sostre un llarg temps. Finalment la UEC de Tortosa l'any 2004 finalitzà les obres de reforma que van permetre tornar a gaudir del refugi lliure.

## Ascensions i travessies
- Ascensió Punta de la Serena (1.035 m).[2]
- Ascensió l'Espina (1.181 m).[2]
- Sender de llarg recorregut: GR 7 punt de pas de l'etapa 23, de Paüls al Refugi de Caro.[4]
- Travessa Estels del Sud, punt de pas de l'etapa Paüls, Ca les Barberes – Refugi Caro.[5]